# منطق ربط
منطق ربط (به انگلیسی: Relevant Logic یا Relevance logic) یکی از کامیاب‌ترین منطق‌های طراحی شده برای در امان ماندن از مغالطه ربط است. «مغالطه ربط» به استدلال‌هایی گفته می‌شود که بین مقدمات و نتیجه هیچ ارتباطی وجود ندارد؛ لذا می‌توان از هر جمله متناقضی هر نتیجه دلخواهی را به دست آورد. برای نمونه در منطق ریاضی ادعا می‌شود که از گزاره «عدد چهار، هم زوج است و هم فرد» می‌توان نتیجه گرفت که «جنگ جهانی سوم به زودی رخ خواهد داد»!

غرابت و خلاف شهود بودن این نوع استدلال در منطق ریاضی، باعث شد که منطق‌های بسیاری طراحی شوند تا از این مغالطه در امان باشند.

منطق ربط یک نوع منطق غیر کلاسیک (به انگلیسی: non-classical logic) است؛ بدین شرح که منطق جدید یا منطق ریاضی را منطق کلاسیک (به انگلیسی: classical logic) هم می‌نامند. در این اصطلاح، «کلاسیک» به معنای «قدیمی» یا «اثر معتبر یونانی یا لاتینی» نیست، بلکه به معنای «معتبرتر از همه» و «جا افتاده و مسلط» است. 